# Katar uralkodóinak listája
Az alábbi lista Katar uralkodóit tartalmazza.
| Portré | Uralkodó                            | Uralkodott              | Neve átírásban | Megjegyzés |
| ------ | ----------------------------------- | ----------------------- | -------------- | ---------- |
|        | Mohamed * 1788 † 1878. december 18. | 1868–1878               |                |            |
|        | Jasszim * 1825 † 1913. július 17.   | 1878–1913               |                |            |
|        | Abdullah * 1871 † 1957. április 25. | 1913–1949               |                |            |
|        | Ali * 1892 † 1974. augusztus 31.    | 1949–1960               |                |            |
|        | Ahmed * 1917 † 1977. november 25.   | 1960–1972               |                |            |
|        | Halifa * 1932. szeptember 17.       | 1972–1995               |                |            |
|        | Hamad * 1952. január 1.             | 1995 – 2013. június 25. |                |            |
|        | Tamim * 1980. június 3.             | 2013. június 25. –      |                |            |